# Murray Melvin
Murray Melvin (Londres, 10 de agosto de 1932-Londres, 14 de abril de 2023) fue un actor de cine y teatro inglés conocido por sus trabajos con Joan Littlewood, Ken Russell y Stanley Kubrick. Es autor de dos libros, The Art of Theatre Workshop (2006) y The Theatre Royal, A History of the Building (2009).

## Biografía
Melvin nació en Londres. Hijo de Maisie Winifred Driscoll y Hugh Victor Melvin, Melvin dejó su escuela secundaria en el norte de Londres a la edad de catorce años, incapaz de dominar las fracciones, pero como prefecto principal, una calificación que dice que obtuvo al tener siempre las uñas limpias y el cabello bien peinado. Comenzó a trabajar como empleado de oficina para una firma de agentes de viajes en Oxford Street.
Para ayudar a canalizar las energías de los jóvenes después de los tiempos inquietantes de la guerra, sus padres habían ayudado a fundar un club juvenil en Hampstead, financiado por la Sociedad Cooperativa de la que eran miembros de larga data. Se formó una sección de drama con Melvin, su miembro más entusiasta.
Un trabajo de corta duración siguió como empleado de importación y exportación en una oficina de envío. Inadvertidamente exportó cantidades de bienes a destinos que no los habían ordenado, seguido de dos infelices años de Servicio Nacional en la Real Fuerza Aérea británica (su padre había servido en la RAF durante la Segunda Guerra Mundial ).
Fue empleado como secretario y secretario del director de la junta deportiva de la Royal Air Force en el Ministerio del Aire, luego con sede en Adastral House en Kingsway. Sin saber nada sobre el deporte, consideró que sus uñas limpias, el cabello bien peinado y el servicio de su padre habían surtido efecto.

## Premios y reconocimientos
Festival Internacional de Cine de Cannes
| Año  | Categoría   | Película        | Resultado |
| ---- | ----------- | --------------- | --------- |
| 1962 | Mejor actor | Un sabor a miel | Ganador.  |